# Anita Conti
Anita Conti (Armeens: Անիթա Գոնթի; geboren Caracotchian) (Ermont, 17 mei 1899 — Douarnenez, 25 december 1997) was een Franse ontdekkingsreiziger en fotograaf, en de eerste Franse vrouwelijke oceanograaf. 

## Biografie
Anita Caracotchian werd geboren in Ermont in Seine-et-Oise in een rijke Armeense familie. Ze bracht haar jeugd door met verschillende leraren thuis en reisde met haar gezin, waarbij ze geleidelijk een passie voor boeken en de zee ontwikkelde. 
Nadat ze naar Parijs was verhuisd, concentreerde ze zich op het schrijven van gedichten en de kunst van het boekbinden. Haar werk trok de aandacht van beroemdheden en ze won verschillende prijzen voor haar creativiteit in Londen, Parijs, New York en Brussel. 
In 1927 trouwde ze met de diplomaat Marcel Conti, en begon ze de wereld rond te reizen, de zeeën te verkennen, en te documenteren wat ze zag. Door dagen en zelfs maanden op vissersboten door te brengen kreeg ze een beter begrip van de problemen waar vissers mee te maken hadden. Twee jaar lang observeerde ze Franse vissers langs de kust van Afrika, en ontdekte ze nieuwe, in Frankrijk onbekende vissoorten. Ze publiceerde veel wetenschappelijke rapporten over de negatieve effecten van de industriële visserij en de verschillende problemen in verband met visserijpraktijken. 
Vanaf 1943 studeerde ze ongeveer 10 jaar bij Mauritius, Senegal, Guinee en Ivoorkust de aard van de zeebodem, verschillende vissoorten en hun voedingswaarden met betrekking tot het eiwitgebrek voor de lokale bevolking. Ze  ontwikkelde betere conserveringstechnieken en visserijmethoden. Ze heeft zelfs een experimentele visserij opgericht voor haaien. Ze werd zich steeds bewuster van de roofbouw op natuurlijke hulpbronnen door de visserij en de grote hoeveelheden aan verspilling die voorkomen kon worden. 
In 1971 publiceerde ze L'océan, les bêtes et l'homme ou l'ivresse du risque, om de ramp die mensen veroorzaken en de gevolgen die dit heeft op de oceanen aan de kaak te stellen. Op vele conferenties en fora pleitte ze voor de rest van haar leven voor de verbetering van de maritieme wereld. 
Conti stierf op 25 december 1997 in Douarnenez. 
Op 17 mei 2019 herdacht Google Doodle de 120e geboortedag van Anita Conti.

## Werken
- Géants des mers chaudes, Parijs, 1957; éd. Payot & Rivages, 1997 ( ISBN 2228890936    )
- Racleurs d'océans, Parijs, 1993; éd. Payot & Rivages, 1998 ( ISBN 2228895911    )
- [La] route est si longue avant la nuit, Fécamp, 1996
- L'océan, les bêtes et l'homme ou l'ivresse du risque, éd. André Bonne, 1971
- Les terre-neuvas, éd. du Chêne, Parijs, 2004 ( ISBN 2842775422    )